# Réacteur S6G

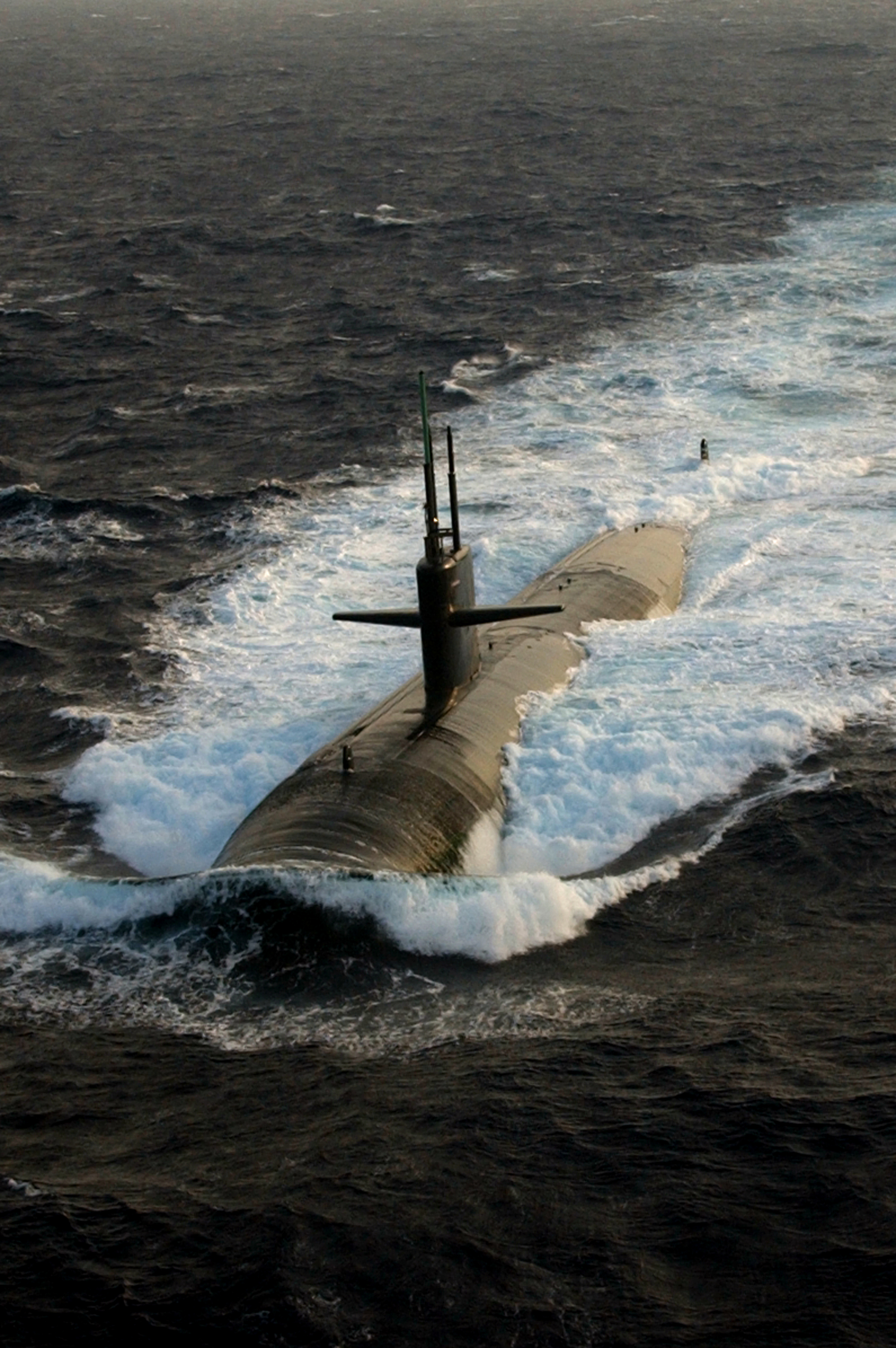
L'USS Albuquerque (SSN-706) en surface dans l'océan Atlantique durant l'exercice Majestic Eagle en juillet 2004.

Le S6G Reactor est un type de réacteur nucléaire naval conçu par General Electric pour être utilisé sur les sous-marins de la classe Los Angeles de l'United States Navy, la marine de guerre des États-Unis.
L’acronyme S6G signifie :
- S = sous-marin (Submarine)
- 6 = numéro de la génération pour le fabricant
- G = General Electric pour le nom du fabricant

Les réacteurs S6G sont des réacteurs à eau pressurisée conçus par le Knolls Atomic Power Laboratory (en) dans l'état de New York. Ils sont désignés par le code 082E auprès de l'Office of the Director of Naval Reactors (DNR).
Face à la volonté de la Navy de construire des navires d'un tonnage plus important, d'environ 7 000 tonnes en plongée contre 4700 pour les unités de la classe Sturgeon, il fut décidé d'installer sur les bâtiments de la classe Los Angeles une version modifiée du réacteur D2G qui équipait les croiseurs de la classe Bainbridge ainsi que ceux de la classe California. La difficulté fut alors de faire passer un réacteur massif initialement installé sur un croiseur permettant des installations plus grandes, sur un sous-marin de bien plus petite taille tout en conservant une vitesse de 35 nœuds (64,8 km/h). L'installation de ce type de réacteur sur les Los Angeles ne fut donc pas sans causer d'importantes refontes annexes, comme la diminution de la profondeur opérationnelle ou encore de nombreux équipements de bord comme en outre, un armement moins important pour permettre l'arrivée du S6G de 800 tonnes. Le nombre de membres d'équipage fut également revu à la baisse.
Les sous-marins du groupe 688 (Flight I) furent conçus avec des réacteurs développant une puissance totale de 148 MW, contrairement aux unités des groupes VLS et 688I (Flight II & III) qui totalisaient 165 MW avec un cœur différent. Il se peut que tous les sous-marins du Flight I aient été modifiés pour accueillir ce cœur D2W après une période à quais, probablement lorsque leur combustible nucléaire dût être rechargé.